# Dear Old Girl
Dear Old Girl è un cortometraggio muto del 1913 scritto, prodotto e diretto da Theodore Wharton. Prodotto per la Essanay, aveva come interpreti principali Francis X. Bushman e Beverly Bayne.

## Trama
Una giovane perde la vita in un incidente ferroviario e la tragedia provoca la follia del suo fidanzato. I due giovani amanti potranno riunirsi solo dopo la morte.

## Produzione
Il film, che fu prodotto dalla Essanay Film Manufacturing Company, venne girato negli Wharton Studios di Ithaca nello stato di New York.

## Distribuzione
Distribuito dalla General Film Company, il film - un cortometraggio in due rulli - uscì nelle sale cinematografiche degli Stati Uniti il 10 ottobre 1913.